# Isla Deriva
La isla Deriva (en inglés: Driftwood Island) es una de las islas Malvinas. Se encuentra al este de Lafonia, en la isla Soledad, frente a la punta Deriva. También se halla cercano a la isla María y a las bahías de los Abrigos y del Laberinto, y al norte de la isla de los Leones Marinos